# Amatitán
Amatitán – miasto w północnej części meksykańskiego, stanu Jalisco, około 50 km na północny zachód od stolicy stanu - Guadalajary. Jest siedzibą władz gminy Amatitán. Miasto w 2010 r. zamieszkiwało 11 006 osób.